# Euxoa derasa
Euxoa derasa är en fjärilsart som beskrevs av Corti 1932. Euxoa derasa ingår i släktet Euxoa och familjen nattflyn. Inga underarter finns listade i Catalogue of Life.